# Bülent Ulusoy
Bülent Ulusoy est un boxeur turc, né le 7 janvier 1978.

## Carrière
Sa carrière amateur est principalement marquée par une médaille d'or remportée aux championnats d'Europe 2000 dans la catégorie poids welters.

## Palmarès

### Championnats du monde
- Médaille de bronze en -71 kg en 2001 à Belfast

### Championnats d'Europe
- Médaille d'or en -67 kg en 2000 à Tampere

### Jeux méditerranéens
- Médaille d'or en -69 kg en 2005 à Almería
- Médaille d'or en -71 kg en 2001 à Tunis
- Médaille de bronze en -67 kg en 1997 à Bari